# 吉姆·馬紹爾
吉姆·馬紹爾（Jim Marshall；1948年3月31日—）是美國的一位政治人物。在2003年至2011期間，他是美國眾議院議員。在2007至2011年，他是喬治亞州第8選舉區的眾議員。2003年至2007年，他則是喬治亞州第3選舉區的眾議院議員。他的黨籍是民主黨。馬紹爾曾經擔任美國和平學院的院長。